# Verizon Tennis Challenge 1994
Il Verizon Tennis Challenge 1994 è stato un torneo di tennis giocato sulla terra verde. È stata la 9ª edizione del torneo, che fa parte della categoria World Series nell'ambito dell'ATP Tour 1994. Si è giocato ad Atlanta negli Stati Uniti dal 25 aprile al 2 maggio 1994.

## Campioni

### Singolare maschile
Michael Chang ha battuto in finale  Todd Martin con il punteggio di 6(4)–7, 7–6(4), 6–0

### Doppio maschile
Jared Palmer /  Richey Reneberg hanno battuto in finale  Francisco Montana /  Jim Pugh con il punteggio di 4–6, 7–6, 6–4